# Sadowie (Zawiercie)
Pour les articles homonymes, voir Sadowie.
Sadowie est une localité polonaise de la gmina d'Irządze, située dans le powiat de Zawiercie en voïvodie de Silésie.